# La France (ballon dirigeable)
La France est un ballon dirigeable français, lancé par Charles Renard et Arthur Constantin Krebs en 1884. Il est construit aux ateliers de Chalais pour le compte du ministère de la guerre.

## Histoire

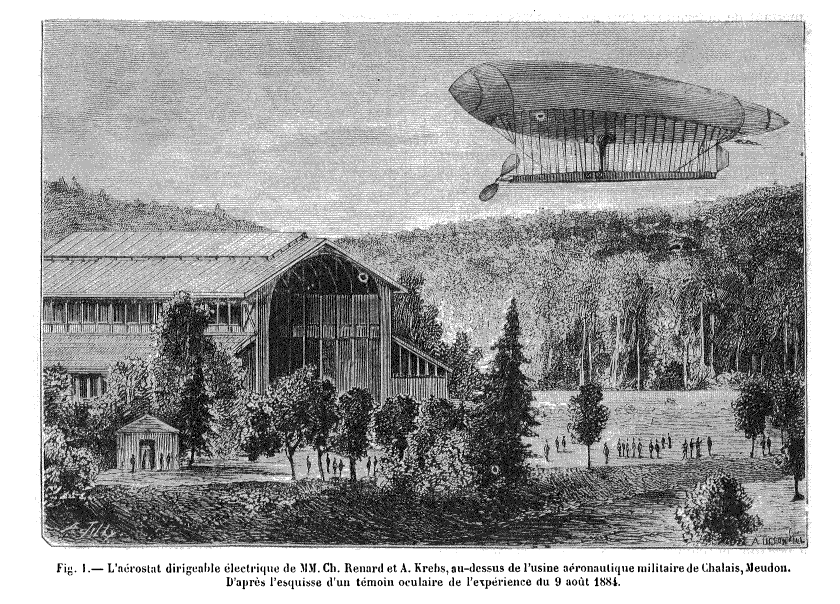
Dessin représentant le vol du 9 août 1884.

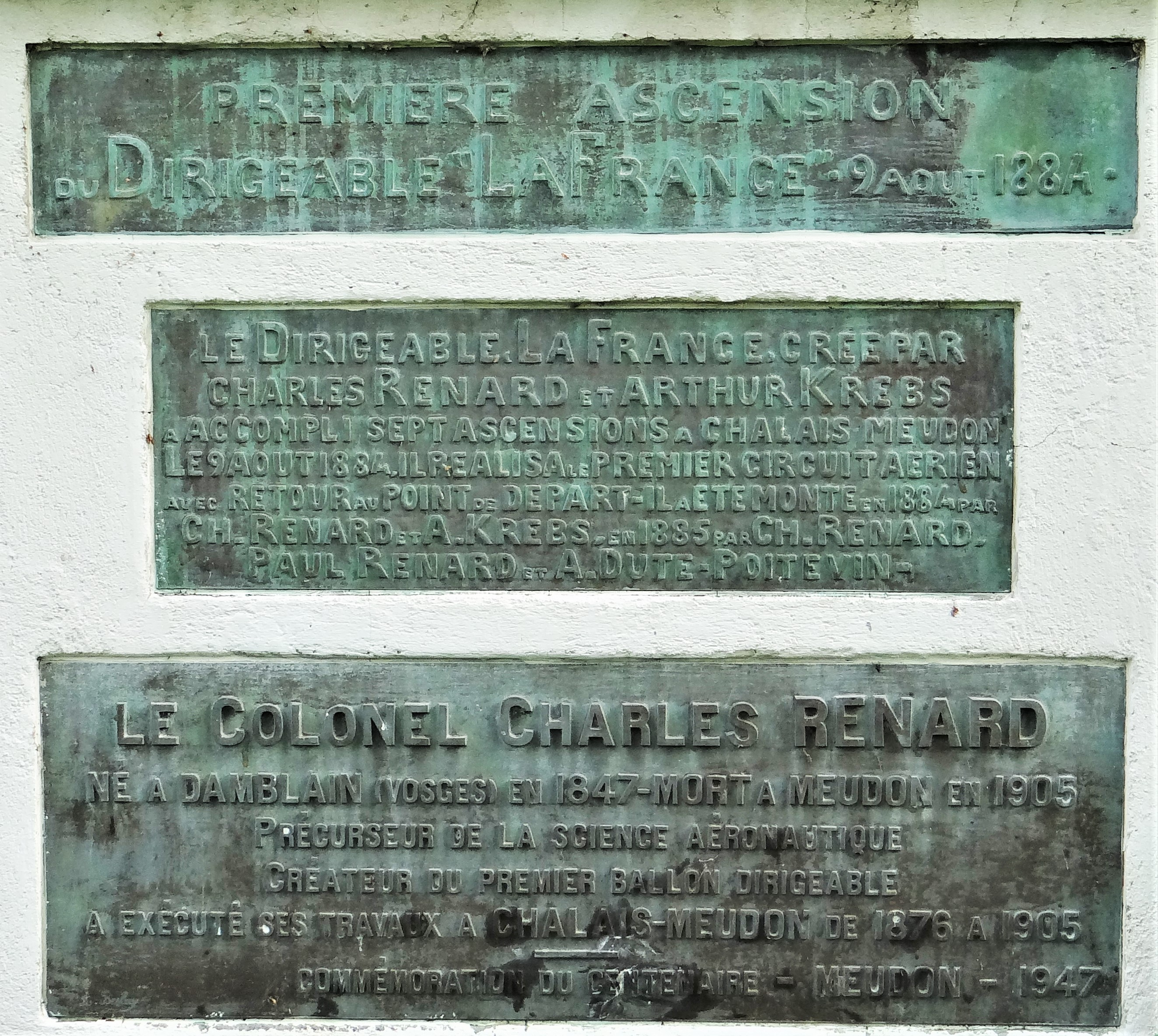
Plaque coomémorative à Chalais-Meudon.

Le 9 août 1884, en collaboration avec Charles Renard, Arthur Constantin Krebs pilote le premier engin entièrement contrôlable pour un trajet de huit kilomètres, effectué en vingt-trois minutes ; il s'agit du premier vol en circuit fermé du monde, le ballon atterrissant à son point de départ,
Sur les sept vols effectués entre 1884 et 1885, La France est revenu à son point de départ cinq fois.

## Spécifications techniques
Long de 52 mètres pour un volume de 1 864 m3, le ballon, qui fonctionnait à l'énergie électrique, contenait une pile de 435 kg,.
La nacelle fait 33,60 m de long, 2 m de haut et environ 1,45 m de large.
Ce dirigeable électrique est propulsé par une puissance motrice relativement grande par rapport à la section transversale du ballon. En effet, il y a 16 ch dam−2 de section transversale, au lieu de 2 ch dam−2 pour le ballon des frères Gaston et Albert Tissandier de 1883. Il y a donc 8 fois plus de puissance motrice par unité de surface résistante. Comme Il y a proportionnalité entre la puissance motrice et le cube de la vitesse et que la racine cubique de 8 vaut 2. On a {\displaystyle {\sqrt[{3}]{8}}} = 2, la vitesse double lorsque la puissance est multiplié par 8. C'est ce que l'expérience de vol a sensiblement confirmé.
Le moteur de 110 kg développe 9 ch (6,62 kW). Sa masse par unité de puissance (l'inverse de la puissance massique ) est de 12 kg par cheval (au lieu de 30 kg ch−1 pour l'appareil des frères Tissandier construit un an auparavant). Charles Renard observe qu'un «  moteur de 9 ch d'une construction analogue à celle du moteur Tissandier aurait pesé 270 kg. L'économie de masse réalisée par les améliorations apportées au moteur, s'est donc élevé à 110 kg ».
C'est surtout l'utilisation de piles légères, les piles chlorochromiques, avec une puissance massique supérieure, qui permet au ballon d'être plus performant. En effet, elles fournissent  pour 9 ch (6,62 kW) environ 400 kg, avec 44 kg ch−1 (au lieu de 170 kg ch−1 environ, pour les piles Tissandier, ce qui aurait conduit à 1 530 kg pour une pile de 9 ch). Cela constitue une économie de masse de 1 130 kg.
Charles Renard constate que : « l'allègement du moteur proprement dit, n'a produit qu'une économie de [masse] de 170 kg, tandis que l'allègement de la pile a procuré le bénéfice énorme de 1 130 kg. … le ballon La France doit à peu près exclusivement sa grande vitesse de marche à la légèreté de sa pile. »

## Le hangar Y
Le hangar Y, baptisé ainsi à sa construction en 1879, situé sur le site de Chalais Meudon en région parisienne est, avec celui d'Écausseville, l'un des seuls hangars à dirigeables subsistant en Europe.

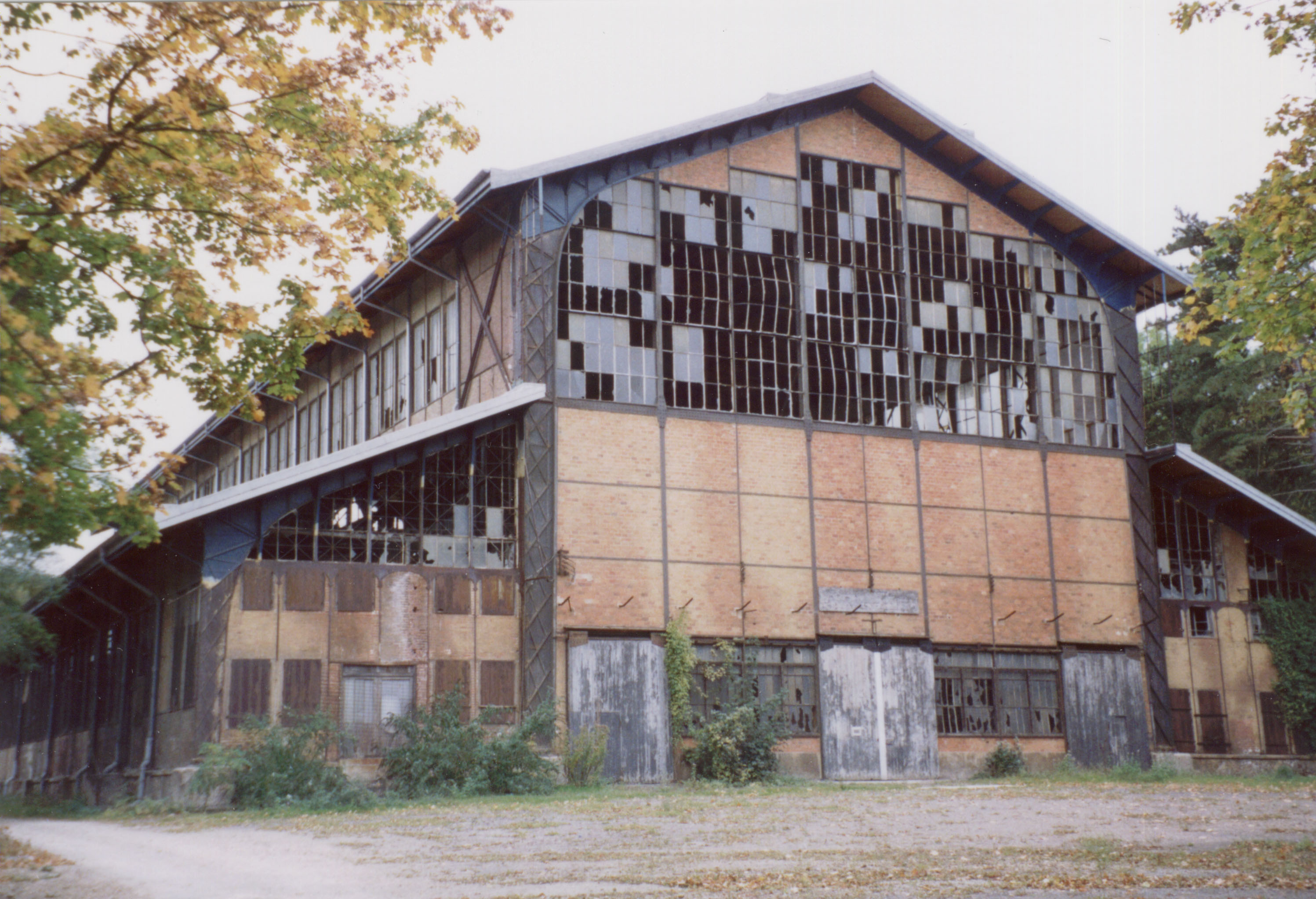
Le hangar Y à Chalais-Meudon, en 2002.
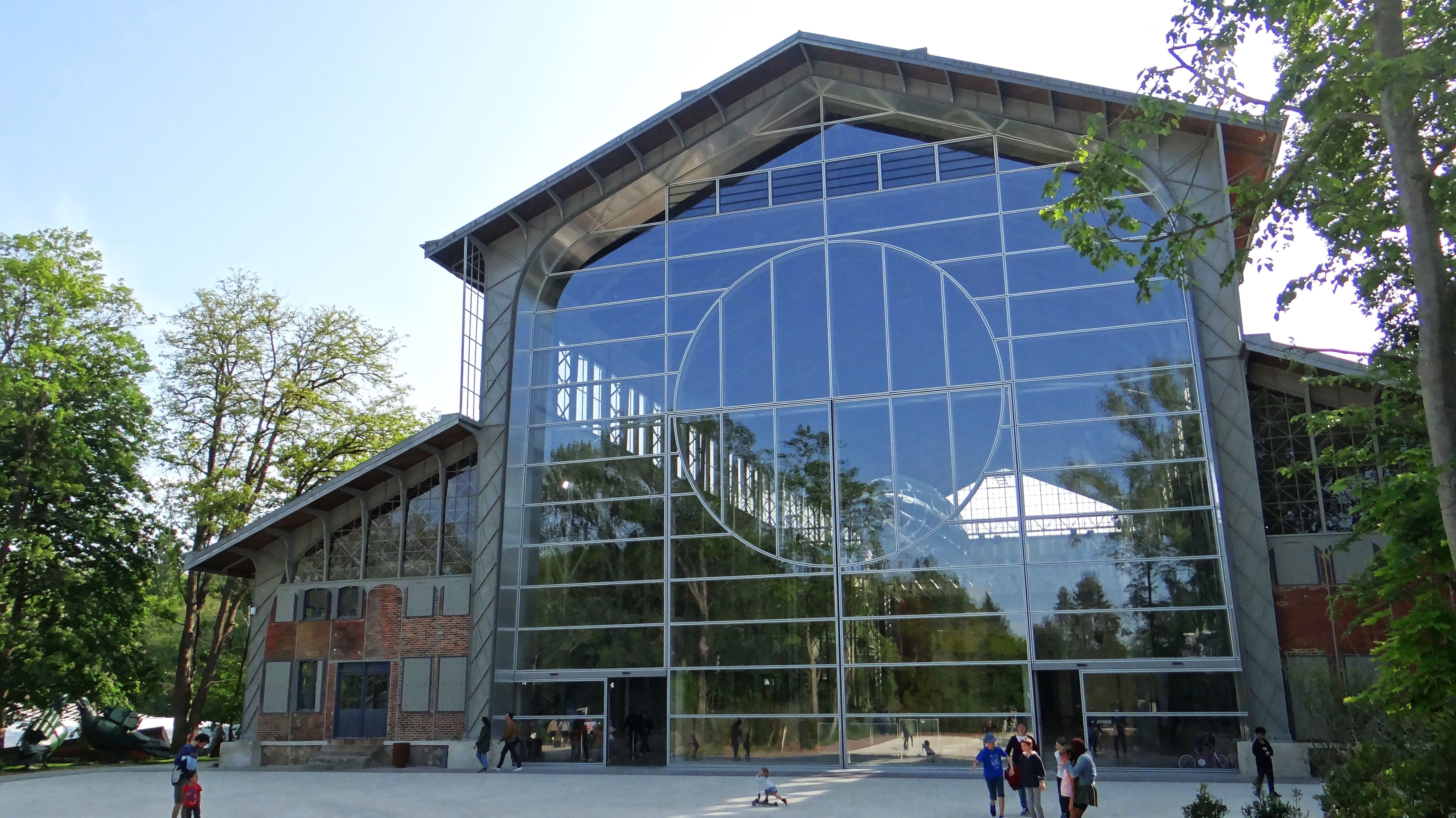
Le hangar Y à Chalais-Meudon, en 2023.

## La restauration
Une campagne de financement participatif est lancée le 15 octobre 2018, par l'association des amis du Musée de l'air (AAMA), pour restaurer les éléments restants du dirigeable. La souscription, clôturée le 21 mars 2019, a permis de récolter 10 375 euros. La gouverne, l'hélice, la nacelle, les piles, ainsi que le moteur électrique, sont conservés au musée de l'Air et de l'Espace du Bourget,.
Les donateurs ont visité en avant-première la Grande Galerie du musée, le 29 novembre 2019, après la rénovation de cette dernière. C'est là que sont exposées la nacelle de 34 m, ainsi que l'hélice.
Les « restes » de l'appareil avait déjà été présenté au public, lors d'une exposition au Grand Palais, en 1983.